# Velimir Sombolac
Velimir Sombolac, född 27 februari 1939 i Banja Luka, död 22 maj 2016 i Gradiška, var en jugoslavisk fotbollsspelare.
Han blev olympisk guldmedaljör i fotboll vid sommarspelen 1960 i Rom.